# Serie B 2015-2016 (calcio femminile)
L'edizione 2015-2016 è stata la quarantacinquesima del campionato di Serie B femminile italiana di calcio, il secondo livello nella struttura del calcio femminile in Italia. Il campionato è iniziato il 18 ottobre 2015 e si è concluso il 22 maggio 2016. Sono stati promossi in Serie A Como 2000, Cuneo, E.D.P. Jesina e Chieti. Sono stati retrocessi in Serie C Villacidro, Foligno e Bologna, mentre l'Eleonora Folgore si è ritirata dal campionato.

## Stagione

### Formato
Le 48 squadre partecipanti sono state suddivise in quattro gironi da 12 squadre ciascuno. In ogni girone le 12 squadre si affrontano in un girone all'italiana con partite di andata e ritorno per un totale di 22 giornate. Le squadre prime classificate di ciascun girone, per un totale di quattro squadre, sono promosse direttamente in Serie A. In caso di arrivo a pari punti di due squadre, la promozione viene assegnata mediante uno spareggio da disputare in campo neutro. In caso di arrivo a pari punti di tre o più squadre viene stilata la classifica avulsa per definire le due squadre che si affronteranno in uno spareggio da disputare in campo neutro per assegnare la promozione.
Retrocedono in Serie C le squadre classificate all'ultimo posto di ciascun girone, per un totale di quattro squadre. In caso di arrivo a pari punti di due squadre, la retrocessione viene decretata mediante uno spareggio da disputare in campo neutro. In caso di arrivo a pari punti di tre o più squadre viene stilata la classifica avulsa per definire le due squadre che si affronteranno in uno spareggio da disputare in campo neutro per decretare le retrocessioni.

### Organico
L'8 settembre 2015 viene comunicata la nascita della Lazio Women 2015, sezione femminile della Lazio maschile, che viene contestualmente iscritta alla Serie B al posto della Lazio storica. Le 48 squadre ammesse (in calo rispetto all'anno precedente, quando erano state 55) sono state divise in 4 gironi da 12 squadre ciascuno, con criteri prevalentemente geografici.

### Squadre non ammesse
Sono 15 le squadre non ammesse alla stagione 2015-2016: le motivazioni vengono rese pubbliche l'11 settembre 2015.
| Club                 | Motivazione                                      | Stagione 2014-2015             |
| -------------------- | ------------------------------------------------ | ------------------------------ |
| Alba                 | Domanda non presentata                           | 2º posto in Serie B, girone A  |
| Bearzi               | Domanda non presentata                           | 5º posto in Serie B, girone C  |
| Franciacorta         | Domanda non presentata                           | 9º posto in Serie B, girone B  |
| Trevignano           | Domanda non presentata                           | 9º posto in Serie B, girone C  |
| Audax Palmoli        | Rinuncia                                         | 9º posto in Serie B, girone D  |
| Brixen OBI           | Rinuncia                                         | 11º posto in Serie B, girone B |
| Tradate Abbiate      | Rinuncia                                         | 7º posto in Serie B, girone B  |
| Valpolcevera S.R.    | Rinuncia                                         | 1º posto in Serie C Liguria    |
| Castelnuovo Vomano   | Rinuncia                                         | 1º posto in Serie C Abruzzo    |
| Ripamolisani         | Rinuncia                                         | 1º posto in Serie C Molise     |
| Filsport Castellana  | Rinuncia                                         | 1º posto in Serie C Puglia     |
| Centro Ester         | Mancato ricorso dopo parere negativo Co.Vi.So.D. | 11º posto in Serie B, girone D |
| Ludos Palermo        | Mancato ricorso dopo parere negativo Co.Vi.So.D. | 6º posto in Serie B, girone D  |
| Scalese              | Mancato ricorso dopo parere negativo Co.Vi.So.D. | 9º posto in Serie B, girone A  |
| Siena                | Mancato ricorso dopo parere negativo Co.Vi.So.D. | 1º posto in Serie C Toscana    |
| Net.Uno Venezia Lido | Ricorso rigettato                                | 14º posto in Serie B, girone C |

### Avvenimenti
Il 9 febbraio 2016 l'F.C.D. Eleonora Folgore ha chiesto al Dipartimento Calcio Femminile di essere cancellata dal campionato di Serie B per la stagione 2015-2016 a causa di problematiche insorte nella gestione della stagione stessa. L'11 febbraio 2016 il Dipartimento Calcio Femminile ha dichiarato l'F.C.D. Eleonora Folgore rinunciataria alla Serie B 2015-2016. Il 17 febbraio 2016 con il comunicato ufficiale n°55 il Dipartimento Calcio Femminile ha assegnato la sconfitta a tavolino per 3-0 all'Eleonora Folgore nelle partite della dodicesima e della tredicesima giornata contro Roma e Domina Neapolis, rispettivamente.

## Girone A

### Squadre partecipanti
| Club                              | Città                 | Stagione 2014-2015            |
| --------------------------------- | --------------------- | ----------------------------- |
| A.S.D. Anima e Corpo Orobica C.F. | Azzano San Paolo      | 14º posto in Serie A          |
| A.S.D. Atletico Oristano C.F.     | Oristano              | 4º posto in Serie B/A         |
| C.S.R. D. Azalee                  | Gallarate             | 10º posto in Serie B/B        |
| A.S.D. C.F. Bocconi Milano 1999   | Milano                | 6º posto in Serie B/B         |
| G.S. C.F. Caprera                 | La Maddalena          | 6º posto in Serie B/B         |
| F.C.F. Como 2000 A.S.D.           | Como                  | 11º posto in Serie A          |
| A.S.D. Fimauto Valpolicella       | San Pietro in Cariano | 2º posto in Serie B/B         |
| A.S.D. Fortitudo Mozzecane C.F.   | Mozzecane             | 5º posto in Serie B/B         |
| A.S.D.F. Inter Milano             | Milano                | 3º posto in Serie B/B         |
| S.S.D. Football Milan Ladies      | Milano                | 1º posto in Serie C Lombardia |
| A.S.D. Real Meda C.F.             | Meda                  | 4º posto in Serie B/B         |
| A.S.D. Football Club Villacidro   | Villacidro            | 10º posto in Serie B/A        |

### Classifica finale
Fonte: C.U. nº 79 Dipartimento Calcio Femminile
|  | Pos. | Squadra             | Pt | G  | V  | N | P  | GF | GS  | DR   |
|  | ---- | ------------------- | -- | -- | -- | - | -- | -- | --- | ---- |
|  | 1.   | Como 2000           | 56 | 22 | 18 | 2 | 2  | 75 | 16  | +59  |
|  | 2.   | Valpolicella        | 54 | 22 | 17 | 3 | 2  | 72 | 15  | +57  |
|  | 3.   | Inter Milano        | 50 | 22 | 16 | 2 | 4  | 70 | 25  | +45  |
|  | 4.   | Orobica             | 35 | 22 | 10 | 5 | 7  | 52 | 45  | +7   |
|  | 5.   | Real Meda           | 33 | 22 | 9  | 6 | 7  | 41 | 31  | +10  |
|  | 6.   | Bocconi             | 32 | 22 | 8  | 8 | 6  | 38 | 28  | +10  |
|  | 7.   | Fortitudo Mozzecane | 31 | 22 | 9  | 4 | 9  | 45 | 37  | +8   |
|  | 8.   | Azalee              | 29 | 22 | 8  | 5 | 9  | 51 | 43  | +8   |
|  | 9.   | Milan Ladies        | 16 | 22 | 5  | 3 | 14 | 47 | 58  | -11  |
|  | 10.  | Atletico Oristano   | 16 | 22 | 3  | 7 | 12 | 27 | 55  | -28  |
|  | 11.  | Caprera             | 11 | 22 | 2  | 5 | 15 | 15 | 62  | -47  |
|  | 12.  | Villacidro          | 5  | 22 | 1  | 2 | 19 | 24 | 142 | -118 |

Legenda:

      Promossa in Serie A 2016-2017
      Retrocessa in Serie C 2016-2017
Note:

Tre punti a vittoria, uno a pareggio, zero a sconfitta.

### Risultati
|                      | Atl  | Aza  | Boc  | Cap  | Com  | FiV  | FoM  | Int  | Mil  | Oro  | ReM  | Vil  |
| -------------------- | ---- | ---- | ---- | ---- | ---- | ---- | ---- | ---- | ---- | ---- | ---- | ---- |
| Atletico Oristano    | –––– | 1-1  | 0-0  | 4-0  | 0-5  | 0-0  | 0-3  | 0-3  | 2-2  | 0-3  | 2-0  | 4-4  |
| Azalee               | 4-1  | –––– | 1-1  | 4-0  | 1-2  | 0-6  | 2-2  | 1-2  | 3-2  | 2-3  | 3-3  | 10-0 |
| Bocconi              | 0-0  | 3-0  | –––– | 3-0  | 1-1  | 0-3  | 1-4  | 1-2  | 4-2  | 4-2  | 0-1  | 4-1  |
| Caprera              | 1-1  | 0-3  | 0-0  | –––– | 0-3  | 1-3  | 0-4  | 1-3  | 1-2  | 0-3  | 2-2  | 3-1  |
| Como 2000            | 6-0  | 3-0  | 2-2  | 3-0  | –––– | 2-0  | 2-1  | 2-0  | 6-0  | 6-1  | 5-1  | 10-2 |
| Fimauto Valpolicella | 7-1  | 4-0  | 2-2  | 8-0  | 3-1  | –––– | 1-0  | 1-0  | 3-0  | 4-2  | 2-0  | 7-0  |
| Fortitudo Mozzecane  | 4-1  | 1-0  | 2-3  | 0-2  | 0-1  | 0-3  | –––– | 0-6  | 6-3  | 1-1  | 0-2  | 6-1  |
| Inter Milano         | 4-0  | 3-1  | 2-1  | 1-1  | 2-1  | 2-3  | 3-2  | –––– | 2-1  | 2-3  | 2-1  | 12-0 |
| Milan Ladies         | 4-2  | 2-3  | 1-1  | 5-0  | 0-3  | 2-4  | 1-3  | 0-1  | –––– | 3-3  | 0-2  | 1-2  |
| Orobica              | 3-0  | 2-2  | 1-3  | 4-0  | 1-2  | 2-0  | 1-1  | 1-5  | 4-7  | –––– | 2-0  | 6-0  |
| Real Meda            | 1-0  | 1-2  | 1-0  | 2-0  | 0-2  | 0-0  | 1-1  | 2-2  | 3-1  | 2-2  | –––– | 11-1 |
| Villacidro           | 0-8  | 1-8  | 0-4  | 3-3  | 1-7  | 0-8  | 2-4  | 2-11 | 0-8  | 1-2  | 2-5  | –––– |

## Girone B

### Squadre partecipanti
| Club                            | Città         | Stagione 2014-2015                                      |
| ------------------------------- | ------------- | ------------------------------------------------------- |
| U.S. Azzurra San Bartolomeo     | Trento        | 8º posto in Serie B/B                                   |
| A.P.D. E.D.P. Jesina Femminile  | Jesi          | 4º posto in Serie B/C                                   |
| A.S.D. Foligno C.F.             | Foligno       | 1º posto in Serie C Umbria                              |
| A.S.D. Gordige Calcio Ragazze   | Cavarzere     | 12º posto in Serie B/C                                  |
| A.C.F.D. Graphistudio Pordenone | Pordenone     | 13º posto in Serie A                                    |
| A.F.D. Grifo Perugia            | Perugia       | 3º posto in Serie B/C                                   |
| A.S.D.F.C.F. Marcon             | Marcon        | 2º posto in Serie B/C                                   |
| S.S.D. New Team Ferrara         | Ferrara       | 10º posto in Serie B/C                                  |
| A.S.D. Calcio Padova Femminile  | Padova        | 8º posto in Serie B/C (come Ženský-Padova)              |
| A.S.D. Pro San Bonifacio        | San Bonifacio | 1º posto in Serie C Veneto (come Pro Hellas Monteforte) |
| A.S.D. A.C.F. Trento Clarentia  | Trento        | 1º posto in Serie C Trentino-Alto Adige                 |
| A.S.D. Vicenza C.F.             | Vicenza       | 2º posto in Serie C Veneto                              |

### Classifica finale
Fonte: C.U. nº 79 Dipartimento Calcio Femminile
|  | Pos. | Squadra                | Pt | G  | V  | N | P  | GF | GS | DR  |
|  | ---- | ---------------------- | -- | -- | -- | - | -- | -- | -- | --- |
|  | 1.   | E.D.P. Jesina          | 52 | 22 | 17 | 1 | 4  | 64 | 19 | +45 |
|  | 2.   | Pro San Bonifacio      | 44 | 22 | 13 | 5 | 4  | 54 | 19 | +35 |
|  | 3.   | Grifo Perugia          | 42 | 22 | 12 | 6 | 4  | 48 | 24 | +24 |
|  | 4.   | Padova                 | 39 | 22 | 12 | 3 | 7  | 49 | 32 | +17 |
|  | 5.   | Pordenone              | 34 | 22 | 9  | 7 | 6  | 40 | 22 | +18 |
|  | 6.   | Marcon                 | 34 | 22 | 10 | 4 | 8  | 42 | 29 | +13 |
|  | 7.   | Trento Clarentia       | 34 | 22 | 11 | 1 | 10 | 43 | 43 | 0   |
|  | 8.   | Azzurra San Bartolomeo | 31 | 22 | 9  | 4 | 9  | 41 | 42 | -1  |
|  | 9.   | Gordige                | 27 | 22 | 8  | 3 | 11 | 30 | 46 | -16 |
|  | 10.  | Vicenza                | 21 | 22 | 5  | 6 | 11 | 32 | 48 | -16 |
|  | 11.  | New Team Ferrara       | 14 | 22 | 4  | 2 | 16 | 36 | 77 | -41 |
|  | 12.  | Foligno                | 3  | 22 | 1  | 0 | 21 | 20 | 98 | -78 |

Legenda:
      Promossa in Serie A 2016-2017
      Retrocessa in Serie C 2016-2017
Note:
Tre punti a vittoria, uno a pareggio, zero a sconfitta.

### Risultati
|                        | ASB  | Fol  | Gor  | Gri  | Jes  | Mar  | NTF  | Pad  | Por  | PSB  | Tre  | Vic  |
| ---------------------- | ---- | ---- | ---- | ---- | ---- | ---- | ---- | ---- | ---- | ---- | ---- | ---- |
| Azzurra San Bartolomeo | –––– | 5-2  | 1-0  | 1-1  | 1-0  | 3-6  | 2-4  | 4-6  | 2-0  | 3-3  | 1-4  | 1-2  |
| Foligno                | 1-2  | –––– | 1-2  | 0-1  | 0-3  | 2-10 | 0-3  | 0-7  | 0-6  | 0-5  | 2-5  | 0-1  |
| Gordige                | 1-4  | 4-1  | –––– | 0-3  | 0-1  | 0-1  | 3-3  | 2-0  | 1-1  | 0-0  | 5-4  | 2-1  |
| Grifo Perugia          | 2-1  | 8-0  | 7-0  | –––– | 1-1  | 0-4  | 6-3  | 1-0  | 1-1  | 1-1  | 3-1  | 1-1  |
| E.D.P. Jesina          | 2-0  | 10-1 | 4-1  | 1-2  | –––– | 1-0  | 2-0  | 5-0  | 3-0  | 3-2  | 5-3  | 6-0  |
| Marcon                 | 2-0  | 2-0  | 1-2  | 0-1  | 2-1  | –––– | 2-1  | 0-1  | 0-3  | 0-4  | 1-2  | 1-1  |
| New Team Ferrara       | 1-4  | 4-3  | 2-3  | 2-2  | 1-3  | 1-5  | –––– | 4-6  | 0-3  | 2-5  | 0-1  | 1-8  |
| Padova                 | 0-3  | 4-0  | 2-0  | 2-1  | 0-1  | 1-2  | 4-0  | –––– | 1-1  | 3-1  | 4-1  | 1-1  |
| Pordenone              | 0-0  | 5-1  | 0-2  | 1-2  | 2-4  | 1-1  | 5-0  | 1-1  | –––– | 0-1  | 2-1  | 4-0  |
| Pro San Bonifacio      | 3-0  | 5-0  | 2-0  | 2-1  | 2-1  | 1-1  | 5-0  | 2-0  | 0-0  | –––– | 0-1  | 7-0  |
| Trento Clarentia       | 1-2  | 1-0  | 5-2  | 0-3  | 0-3  | 3-1  | 3-1  | 1-2  | 0-2  | 3-2  | –––– | 2-1  |
| Vicenza                | 1-1  | 5-6  | 2-0  | 2-0  | 1-4  | 0-0  | 2-3  | 1-4  | 1-2  | 0-1  | 1-1  | –––– |

## Girone C

### Squadre partecipanti
| Club                          | Città                  | Stagione 2014-2015                 |
| ----------------------------- | ---------------------- | ---------------------------------- |
| F.C.D. Accademia Acqui        | Acqui Terme            | 1º posto in Serie C Piemonte       |
| A.C.F. Alessandria            | Alessandria            | 6º posto in Serie B/A              |
| U.S.D. Amicizia Lagaccio      | Genova                 | 7º posto in Serie B/A              |
| A.S.D. Bologna C.F.           | Bologna                | 1º posto in Serie C Emilia-Romagna |
| A.S.D. Castelfranco C.F.      | Castelfranco di Sotto  | 8º posto in Serie B/A              |
| A.S.D. Castelvecchio          | Savignano sul Rubicone | 6º posto in Serie B/C              |
| A.S.D. Cuneo C.F.             | Cuneo                  | 10º posto in Serie A               |
| Imolese Femminile A.C.F.D.    | Imola                  | 7º posto in Serie B/C              |
| S.C. Molassana Boero A.S.D.   | Genova                 | 5º posto in Serie B/A              |
| S.C. Musiello A.C. Saluzzo 90 | Saluzzo                | 3º posto in Serie B/A              |
| A.S.D. Reggiana C.F.          | Reggio nell'Emilia     | 11º posto in Serie B/C             |
| A.C.F. Torino                 | Torino                 | 11º posto in Serie B/A             |

### Classifica finale
Fonte: C.U. nº 79 Dipartimento Calcio Femminile
|  | Pos. | Squadra           | Pt | G  | V  | N | P  | GF | GS | DR  |
|  | ---- | ----------------- | -- | -- | -- | - | -- | -- | -- | --- |
|  | 1.   | Cuneo             | 58 | 22 | 18 | 4 | 0  | 76 | 13 | +63 |
|  | 2.   | Castelfranco      | 57 | 22 | 18 | 3 | 1  | 52 | 13 | +39 |
|  | 3.   | Musiello Saluzzo  | 44 | 22 | 14 | 2 | 6  | 52 | 30 | +22 |
|  | 4.   | Accademia Acqui   | 41 | 22 | 12 | 5 | 5  | 54 | 30 | +24 |
|  | 5.   | Castelvecchio     | 35 | 22 | 10 | 5 | 7  | 26 | 26 | 0   |
|  | 6.   | Amicizia Lagaccio | 26 | 22 | 7  | 5 | 10 | 37 | 41 | -4  |
|  | 7.   | Imolese           | 24 | 22 | 7  | 3 | 12 | 39 | 54 | -15 |
|  | 8.   | Torino            | 21 | 22 | 6  | 3 | 13 | 40 | 62 | -22 |
|  | 9.   | Molassana Boero   | 21 | 22 | 5  | 6 | 11 | 26 | 52 | -26 |
|  | 10.  | Alessandria       | 19 | 22 | 5  | 4 | 13 | 24 | 37 | -13 |
|  | 11.  | Reggiana          | 19 | 22 | 5  | 4 | 13 | 32 | 53 | -21 |
|  | 12.  | Bologna CF        | 7  | 22 | 1  | 4 | 17 | 19 | 66 | -47 |

Legenda:

      Promossa in Serie A 2016-2017
      Retrocessa in Serie C 2016-2017
Note:

Tre punti a vittoria, uno a pareggio, zero a sconfitta.

### Risultati
|                   | Acc  | Ale  | Ami  | Bol  | Cfr  | Cve  | Cun  | Imo  | Mol  | Mus  | Reg  | Tor  |
| ----------------- | ---- | ---- | ---- | ---- | ---- | ---- | ---- | ---- | ---- | ---- | ---- | ---- |
| Accademia Acqui   | –––– | 2-1  | 2-3  | 1-0  | 1-3  | 3-2  | 1-3  | 5-1  | 4-0  | 4-1  | 1-1  | 6-3  |
| Alessandria       | 0-4  | –––– | 0-0  | 1-2  | 1-2  | 0-1  | 0-0  | 5-1  | 0-1  | 1-2  | 3-4  | 2-1  |
| Amicizia Lagaccio | 3-3  | 2-0  | –––– | 2-1  | 0-1  | 1-2  | 0-3  | 1-3  | 1-1  | 2-1  | 3-4  | 5-0  |
| Bologna           | 1-8  | 0-2  | 1-1  | –––– | 1-3  | 0-1  | 0-5  | 0-1  | 0-0  | 2-6  | 1-2  | 2-4  |
| Castelfranco      | 2-1  | 2-0  | 4-1  | 5-0  | –––– | 2-0  | 1-1  | 2-0  | 4-1  | 1-0  | 3-1  | 3-0  |
| Castelvecchio     | 0-0  | 1-1  | 0-2  | 1-1  | 1-1  | –––– | 0-4  | 1-0  | 1-0  | 1-4  | 1-1  | 2-1  |
| Cuneo             | 1-1  | 4-0  | 4-1  | 6-0  | 2-0  | 2-0  | –––– | 5-1  | 4-0  | 2-2  | 4-0  | 7-2  |
| Imolese           | 0-1  | 3-1  | 3-2  | 6-5  | 1-1  | 0-1  | 1-3  | –––– | 1-0  | 2-4  | 1-1  | 3-3  |
| Molassana Boero   | 1-1  | 2-2  | 2-1  | 1-1  | 1-4  | 1-6  | 1-8  | 3-2  | –––– | 2-2  | 3-0  | 1-3  |
| Musiello Saluzzo  | 0-1  | 3-1  | 3-2  | 3-0  | 0-2  | 1-0  | 0-1  | 4-2  | 3-1  | –––– | 4-1  | 2-1  |
| Reggiana          | 1-2  | 0-1  | 1-2  | 4-1  | 0-3  | 1-3  | 1-2  | 4-3  | 0-1  | 1-4  | –––– | 3-6  |
| Torino            | 3-2  | 0-2  | 2-2  | 3-0  | 0-3  | 0-1  | 1-5  | 2-4  | 4-3  | 0-3  | 1-1  | –––– |

## Girone D

### Squadre partecipanti
| Club                         | Città          | Stagione 2014-2015           |
| ---------------------------- | -------------- | ---------------------------- |
| A.S.D. Apulia Trani          | Trani          | 12º posto in Serie B/D       |
| A.S.D.F. Catania             | Catania        | 8º posto in Serie B/D        |
| A.S.D. C.F. Chieti           | Chieti         | 3º posto in Serie B/D        |
| A.S.D. Domina Neapolis       | Napoli         | 5º posto in Serie B/D        |
| F.C.D. Eleonora Folgore      | Castelvetrano  | 1º posto in Serie C Sicilia  |
| S.S. Lazio Women 2015        | Roma           | [ 5 ] [ 11 ]                 |
| A.S.D. Napoli C.F.           | Napoli         | 4º posto in Serie B/D        |
| A.S.D. Napoli Dream Team     | Napoli         | 1º posto in Serie C Campania |
| A.S.D.F. Nebrodi             | Capo d'Orlando | 10º posto in Serie B/D       |
| A.S.D. Roma C.F.             | Roma           | 2º posto in Serie B/D        |
| A.S.D. Roma XIV decimoquarto | Roma           | 1º posto in Serie C Lazio    |
| A.S.D Salento Women Soccer   | Lecce          | 13º posto in Serie B/D       |

### Classifica finale
Fonte: C.U. nº 79 Dipartimento Calcio Femminile
|  | Pos. | Squadra           | Pt | G  | V  | N | P  | GF | GS | DR  |
|  | ---- | ----------------- | -- | -- | -- | - | -- | -- | -- | --- |
|  | 1.   | Chieti            | 64 | 22 | 21 | 1 | 0  | 82 | 12 | +70 |
|  | 2.   | Roma CF           | 59 | 22 | 19 | 2 | 1  | 62 | 10 | +52 |
|  | 3.   | Napoli            | 42 | 22 | 14 | 4 | 4  | 65 | 23 | +42 |
|  | 4.   | Nebrodi           | 41 | 22 | 13 | 2 | 7  | 56 | 50 | +6  |
|  | 5.   | Roma XIV          | 35 | 22 | 11 | 2 | 9  | 48 | 42 | +6  |
|  | 6.   | Domina Neapolis   | 33 | 22 | 10 | 3 | 9  | 38 | 34 | +4  |
|  | 7.   | Lazio             | 23 | 22 | 6  | 5 | 11 | 31 | 47 | -16 |
|  | 8.   | Catania           | 21 | 22 | 6  | 3 | 13 | 35 | 70 | -35 |
|  | 9.   | Apulia Trani      | 18 | 22 | 5  | 3 | 14 | 22 | 34 | -12 |
|  | 10.  | Napoli Dream Team | 18 | 22 | 4  | 6 | 12 | 32 | 49 | -17 |
|  | 11.  | Salento Women     | 17 | 22 | 4  | 5 | 13 | 37 | 57 | -20 |
|  | 12.  | Eleonora Folgore  | 2  | 22 | 1  | 0 | 21 | 9  | 89 | -80 |

Legenda:
      Promossa in Serie A 2016-2017
      Retrocessa in Serie C 2016-2017
Note:
Tre punti a vittoria, uno a pareggio, zero a sconfitta.

### Risultati
|                       | ATr  | Cat  | Chi  | Dom  | Ele  | Laz  | Nap  | NDT  | Neb  | Rom  | RDe  | Sal  |
| --------------------- | ---- | ---- | ---- | ---- | ---- | ---- | ---- | ---- | ---- | ---- | ---- | ---- |
| Apulia Trani          | –––– | 2-0  | 1-3  | 0-1  | 3-0† | 0-1  | 0-0  | 0-0  | 1-2  | 0-1  | 0-2  | 1-3  |
| Catania               | 0-3  | –––– | 0-1  | 1-0  | 8-2  | 1-5  | 1-6  | 3-3  | 1-4  | 0-4  | 1-1  | 4-3  |
| Chieti                | 4-0  | 6-1  | –––– | 4-0  | 6-1  | 9-0  | 4-2  | 6-0  | 3-0  | 1-0  | 3-1  | 3-0  |
| Domina Neapolis       | 1-0  | 4-2  | 1-2  | –––– | 7-0  | 1-1  | 0-2  | 2-1  | 0-1  | 0-4  | 3-1  | 3-3  |
| Eleonora Folgore      | 2-3  | 0-3† | 0-3† | 0-3† | –––– | 2-1  | 0-7  | 0-3† | 0-3† | 0-4  | 0-3† | 2-5  |
| Lazio Women           | 3-1  | 2-2  | 1-3  | 2-1  | 3-0† | –––– | 0-4  | 0-1  | 2-5  | 0-1  | 1-2  | 3-1  |
| Napoli                | 2-1  | 6-0  | 1-2  | 1-1  | 3-0† | 3-0  | –––– | 5-0  | 6-0  | 1-3  | 4-3  | 1-0  |
| Napoli Dream Team     | 0-2  | 2-3  | 1-4  | 1-2  | 6-0  | 1-1  | 0-3  | –––– | 2-2  | 0-3  | 2-3  | 4-0  |
| Nebrodi               | 2-0  | 7-0  | 2-8  | 4-2  | 3-0† | 4-2  | 2-4  | 3-3  | –––– | 1-3  | 1-0  | 5-4  |
| Roma                  | 1-0  | 4-0  | 0-0  | 2-1  | 3-0† | 1-1  | 2-0  | 3-0  | 5-1  | –––– | 7-1  | 5-2  |
| Roma XIV decimoquarto | 4-2  | 3-1  | 0-3  | 2-4  | 6-0  | 3-1  | 2-2  | 3-1  | 2-1  | 1-2  | –––– | 3-0  |
| Salento Women         | 2-2  | 2-3  | 0-4  | 0-1  | 3-0† | 1-1  | 2-2  | 1-1  | 2-3  | 0-4  | 3-2  | –––– |

† Partita persa 3-0 a tavolino.